# Ecchlorolestes peringueyi
Ecchlorolestes peringueyi – gatunek ważki z rodziny Synlestidae. Jest endemitem Południowej Afryki; występuje tylko w Prowincji Przylądkowej Zachodniej.
Imago lata od grudnia do końca maja. Długość ciała 44–46 mm. Długość tylnego skrzydła 26–27 mm.